# 로그순위법
로그순위법(log-rank test)는 서로 다른 두 집단의 생존률(사건발생률)을 비교하는 비모수적 가설 검정법이다. 미국 통계학자인 만텔에 의해 처음 제시되었다.

## 정의
로그순위법에서는 우선 두 군을 합한 전체 집단을 관찰 기간 순으로 배열하고, 절단(censored)된 항목을 제외한 후 사건(event)이 발생한 구간들에 대해 군별로 각 구간의 사망에 대한 기대빈도를 계산한다. 이후 영가설로 두 군의 위험함수가 동일하다고 설정한 후 두 군의 생존률을 비교한다.

## 같이 보기
- 생존 분석
- 카플란-마이어 생존분석
- 비례위험모형
- 생명표